# Alcoa (Tennessee)
Alcoa – miasto w Stanach Zjednoczonych, w stanie Tennessee, w hrabstwie Blount. Miasto pierwotnie nazywało się Maryville. Obecna nazwa została wprowadzona w 1919 roku od firmy Alcoa, która prowadzi fabrykę aluminium. Chociaż przez lata firma produkująca metale straciła na znaczeniu dla gospodarki miasta, nadal odgrywa kluczową rolę w jej sukcesach finansowych i pozostaje głównym pracodawcą.